# Чемпионат Ямайки по футболу 2014/2015
Red Stripe Премьер-лига 2014/2015 − 41-й сезон чемпионата Ямайки по футболу. Турнир проходил с 7 сентября 2014 по 1 июня 2015 года. Чемпионский титул отстаивал клуб Монтего Бей Юнайтед.

## Регламент турнира

### Туры 1-22
На первом этапе в турах 1-22 команды играют каждая с каждой дважды: один матч дома, один в гостях.

### Туры 23-33
На втором этапе команды играют друг с другом один раз (дома или в гостях).

### Плей - офф
На третьем этапе команды, занявшие первые четыре места разыгрывают в матчах на выбывание чемпионское звание и места в клубном чемпионате Карибского футбольного союза. Полуфинальные пары составляются следующим образом: команда, занявшая после второго этапа 1-е место, играет с 4-м местом, а 2-я команда - с третьей. Победители полуфиналов разыгрывают чемпионский титул в одном матче.

### КвотаКФС
- В клубном чемпионате Карибского футбольного союза Ямайку представляют чемпион страны и финалист плей-офф.

## Клубы-участники

### Изменения по сравнению с предыдущим сезоном
| Поз. | Клубы, выбывшие во второй дивизион |
| ---- | ---------------------------------- |
| 11   | Портмор Юнайтед                    |
| 12   | Огаст Таун                         |

| Поз. | Клубы, вышедшие в Премьер-лигу |
| ---- | ------------------------------ |
| 1    | ФК Рено                        |
| 2    | Барбикэн                       |

| Клуб                     | Город          | Стадион                       | Вместимость | Место в сезоне 2013/14  |
| ------------------------ | -------------- | ----------------------------- | ----------- | ----------------------- |
| Арнетт Гарденс           | Кингстон       | Тони Сполдинг                 | 7 000       | 1/2 плей-офф            |
| Барбикэн                 | Кингстон       | Университетский спорткомплекс | 2 000       | 2-е во втором дивизионе |
| Бойз Таун                | Кингстон       | Колли Смит Драйв              | 2 000       | 9                       |
| ФК Кавальер              | Кингстон       | Ист Филд                      | 3 000       | 8                       |
| Монтего Бей Юнайтед      | Монтего Бей    | Кэтрин Холл                   | 7 000       | 1                       |
| ФК Рено                  | Саванна-ла-Мар | Фром                          | 2 000       | 1-е во втором дивизионе |
| Риволи Юнайтед           | Спаниш-Таун    | Прайзон Овал                  | 2 000       | 6                       |
| Спортинг Сентрал Академи | Мей Пен        | Джуси Парк                    | 2 500       | 10                      |
| Тиволи Гарденс           | Кингстон       | Рэйлвей Овал                  | 5 000       | 5                       |
| Уотерхаус                | Кингстон       | Уотерхаус                     | 5 000       | 2                       |
| Хамбл Лайонс             | Мей Пен        | Эффортвил                     | 3 000       | 7                       |
| Харбор Вью               | Кингстон       | Харбор Вью                    | 7 000       | 1/2 плей-офф            |

## Турнирная таблица
| М  | Команда                  | И  | В  | Н  | П  | Мячи    | ±   | О  | Примечания                       |
| -- | ------------------------ | -- | -- | -- | -- | ------- | --- | -- | -------------------------------- |
| 1  | Арнетт Гарденс (Ч)       | 33 | 21 | 6  | 6  | 60 − 36 | +24 | 69 | Карибский клубный чемпионат 2016 |
| 2  | Уотерхаус                | 33 | 18 | 6  | 9  | 56 − 28 | +28 | 60 |                                  |
| 3  | Монтего Бей              | 33 | 14 | 11 | 8  | 42 − 27 | +15 | 53 | Карибский клубный чемпионат 2016 |
| 4  | Хамбл Лайонс             | 33 | 15 | 8  | 10 | 41 − 26 | +15 | 53 |                                  |
| 5  | Харбор Вью               | 33 | 14 | 7  | 12 | 42 − 41 | +1  | 49 |                                  |
| 6  | Тиволи Гарденс           | 33 | 14 | 5  | 14 | 41 − 44 | −3  | 47 |                                  |
| 7  | ФК Кавальер              | 33 | 12 | 7  | 14 | 30 − 32 | −2  | 43 |                                  |
| 8  | Бойз Таун                | 33 | 12 | 7  | 14 | 37 − 47 | −10 | 43 |                                  |
| 9  | Риволи Юнайтед           | 33 | 10 | 8  | 15 | 39 − 47 | −8  | 38 |                                  |
| 10 | ФК Рено                  | 33 | 9  | 8  | 16 | 45 − 52 | −7  | 35 |                                  |
| 11 | Спортинг Сентрал Академи | 33 | 9  | 7  | 17 | 33 − 51 | −18 | 34 | Вылет во второй дивизион         |
| 12 | Барбикэн                 | 33 | 5  | 10 | 18 | 26 − 61 | −35 | 25 | Вылет во второй дивизион         |

И — игры, В — выигрыши, Н — ничьи, П — проигрыши, Мячи — забитые и пропущенные голы, ± — разница голов, О — очки

- Правила классификации: 1) очки, 2) разница забитых и пропущенных мячей, 3) количество забитых голов

## Плей-офф

### Полуфиналы

#### Первые матчи
| Арнетт Гарденс | 1:1 | Хамбл Лайонс      |
| -------------- | --- | ----------------- |
| Кленнон 3′     |     | У.Вулф 41′ (пен.) |

| Уотерхаус   | 1:3 | Монтего Бей                       |
| ----------- | --- | --------------------------------- |
| Лесли 90+3′ |     | Отти 62′ · Уильямс 72′ · Кэри 79′ |

#### Вторые матчи
| Монтего Бей                                               | 5:1 | Уотерхаус    |
| --------------------------------------------------------- | --- | ------------ |
| Отти 28′ · Уильямс 32′, 52′ · Сен-Флёр 43′ · Гордон 90+1′ |     | Андерсон 79′ |

Монтего Бей выиграл по сумме двух матчей 8:2
| Хамбл Лайонс                    | 2:3 | Арнетт Гарденс                          |
| ------------------------------- | --- | --------------------------------------- |
| К.Вулф 43′ (пен.) · Каузинс 49′ |     | Харрис 22′ · Джонсон 45+1′ · Морган 82′ |

Арнетт Гарденс выиграл по сумме двух матчей 4:3

### Финал
| Монтего Бей | 0:2 (0:0) | Арнетт Гарденс              |
| ----------- | --------- | --------------------------- |
|             |           | Кленнон 59′ · Стрикленд 65′ |